# DeKalb County, Illinois
DeKalb County är ett administrativt område i delstaten Illinois i USA, med 105 160 invånare. Den administrativa huvudorten (county seat) är Sycamore.

## Politik
DeKalb County tenderar att rösta på demokraterna i politiska val. Historiskt har det dock varit ett starkt fäste för republikanerna.
Demokraternas kandidat har vunnit rösterna i countyt i tre av fem presidentval (2008, 2012, 2016) under 2000-talet.

## Geografi
Enligt United States Census Bureau har countyt en total area på 1 645 km². 1 643 km² av den arean är land och 2 km² är vatten.

### Angränsande countyn
- Boone County - nord
- McHenry County - nordost
- Kane County - öst
- Kendall County - sydost
- LaSalle County - syd
- Lee County - väst
- Ogle County - väst
- Winnebago County - nordväst